# Emily Kuroda
Emily Kuroda (Fresno, 30 ottobre 1952) è un'attrice statunitense, di origine giapponese.
Conosciuta soprattutto per il suo ruolo di mrs. Kim nella celebre serie televisiva Una mamma per amica, proviene da una lunga carriera teatrale e cinematografica, veterana dell'East West Players, una organizzazione teatrale asiatica-americana.
Altri show televisivi in cui ha lavorato comprendono Six Feet Under, King Of Queens, The Practice, General Hospital, E.R. - Medici in prima linea, Febbre d'amore, Beautiful, The Division, Presidio Med, ed i film Minority Report, Due giorni senza respiro, Shopgirl ed un piccolo cameo in  Red. Nel 2009 partecipa come guest star a Grey's Anatomy.
Nel 2019 appare come guest star in un episodio della seconda stagione di The Good Doctor nei panni di una paziente con problemi di cuore.

## Filmografia parziale

### Cinema
- Due di troppo (Worth Winning), regia di Will Mackenzie (1989)
- Dad - Papà (Dad), regia di Gary David Goldberg (1989)
- Perché proprio a me? (Why Me?), regia di Gene Quintano (1990)
- Surgelati speciali (Late for Dinner), regia di W. D. Richter (1991)
- Shopgirl, regia di Anand Tucker (2005)
- The Sensei, regia di Diana Lee Inosanto (2008)
- Hotel Bau (Hotel for Dogs), regia di Thor Freudenthal (2009) – non accreditata
- Peep World, regia di Barry W. Blaustein (2010)
- Red, regia di Robert Schwentke (2010)
- L'autostrada (Take the 10), regia di Chester Tam (2017)
- Kimi - Qualcuno in ascolto (Kimi), regia di Steven Soderbergh (2022)

### Televisione
- L.A. Law - Avvocati a Los Angeles (L.A. Law) – serie TV, 6 episodi (1988-1989)
- Delitto al Central Park (The Preppie Murder), regia di John Herzfeld – film TV (1989)
- Potsworth & Co. – serie animata, 13 episodi (1990) - voce
- Colombo (Columbo) – serie TV, episodio 10x02 (1991)
- Perry Mason: Serata con il morto (A Perry Mason Mystery: The Case of the Lethal Lifestyle), regia di Helaine Head – film TV (1994)
- Febbre d'amore (The Young and the Restless) – serial TV, 6 puntate (1998)
- E.R. - Medici in prima linea (ER) – serie TV, episodio 2x21 (1999)
- The Practice - Professione avvocati (The Practice) – serie TV, episodio 4x01 (1999)
- Una mamma per amica (Gilmore Girls) – serie TV, 44 episodi (2000-2007, 2016)
- The King of Queens – serie TV, episodio 4x02 (2001)
- The Agency – serie TV, episodi 1x02-1x08-1x11 (2001-2002)
- Six Feet Under – serie TV, episodio 4x09 (2004)
- Beautiful (The Bold and the Beautiful) – soap opera, 6 puntate (2007, 2014)
- Under One Roof – serie TV, 13 episodi (2008-2009)
- Grey's Anatomy – serie TV, episodio 5x18 (2009)
- Sequestered – serie TV, 12 episodi (2014)
- General Hospital – soap opera, puntate 1x13254-1x13254 (2015)
- The Good Doctor – serie TV, episodio 2x13 (2019)
- Ragazze elettriche (The Power) – serie TV, 5 episodi (2023)

### Doppiaggio
- Strange World - Un mondo misterioso (Strange World), regia di Don Hall (2022)
- Assassin's Creed: Shadows, videogioco (2024)

## Doppiatrici italiane
Nelle versioni in italiano delle opere in cui ha recitato, Emily Kuroda è stata doppiata da:
- Chiara Salerno in Grey's Anatomy, Ragazze elettriche
- Graziella Polesinanti in Red, Drop Dead Diva (2ª voce)
- Cristina Dian in Una mamma per amica
- Aurora Cancian in Drop Dead Diva (1ª voce)
- Sonia Scotti in All Rise

Da doppiatrice, è stata sostituita da:
- Cinzia De Carolis in Strange World - Un mondo misterioso
- Daniela Fava in Assassin's Creed: Shadows